# درج‌حذف‌های امضای حفظ‌شده
درج‌حذف‌های امضای حفظ‌شده (به انگلیسی: Conserved signature indels)، در توالی‌های پروتئینی دسته مهمی از نشانگرهای مولکولی را برای درک روابط تبارزایی فراهم می‌کنند. آنها توسط تغییرهای ژنتیکی نادر ایجاد می‌شوند، نشانگرهای تبارزایی سودمندی را ارائه می‌دهند که عموماً اندازه مشخصی دارند و برای اطمینان از قابلیت اطمینان آنها از دو سو توسط مناطق حفظ‌شده دربر گرفته شده‌اند. در حالی که ایندل‌ها می‌توانند درج یا حذف دلخواه باشند، درج‌حذف‌های امضای حفظ‌شده تنها به عنوان آن دسته از درج‌حذف‌های پروتئینی تعریف می‌شوند که در مناطق حفظ‌شده پروتئین وجود دارند.

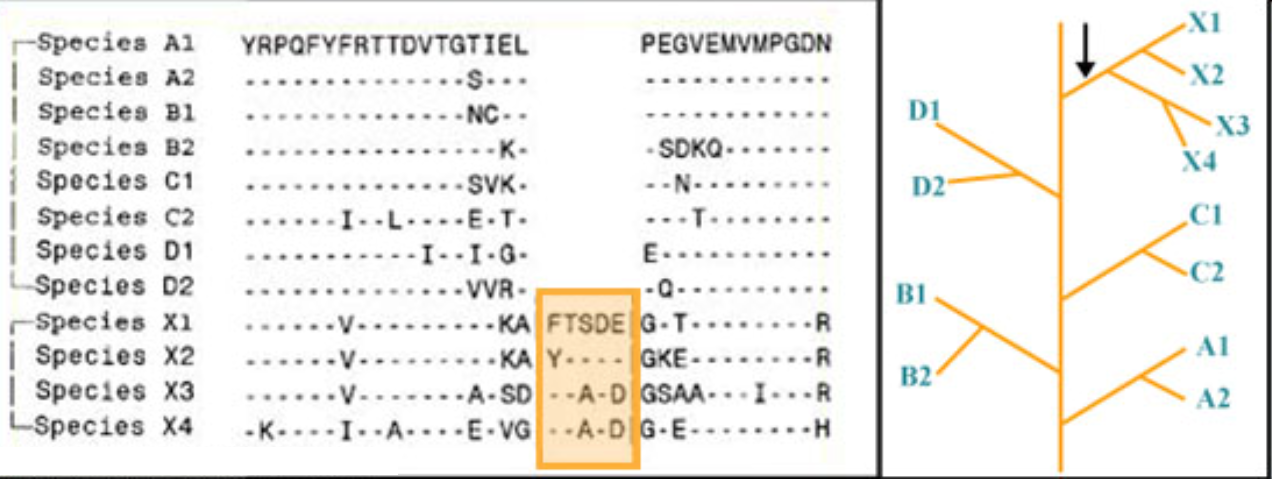
شکل ۱: نمونه‌ای از یک گروه خاص درج‌حذف امضای حفظ‌شده (CSIs)، که مخصوص گونه‌هایی از آرایه X است. خط تیره‌ها در ترازها نشان‌دهنده وجود یک اسید آمینه مشابه با آن در خط بالایی است.